# Tartaristão
A República do Tartaristão (russo:  Республика Татарстан, tr. Respublika Tatarstan; em tártaro:  Татарстан Республикасы) é um membro da Federação da Rússia, sendo uma de suas 85 subdivisões. Sua área é de 67 800 km² com uma população de 3 768 580 habitantes (2009). Sua capital é a cidade de Cazã. O lema não oficial do Tartaristão é: Bez Buldırabız! (Nós podemos!). Em termos de divisões de planeamento da Federação da Rússia, o Tartaristão faz parte do Distrito Federal do Volga, da Região Econômica do Volga, da Macrozona Econômica da Rússia Europeia e dos Urais, da Zona Econômica da Rússia Europeia e da Zona Econômica do Volga-Urais.

## Toponímia
Outra versão tártara do nome da República seria Tatarstan Cömhüriäte / Татарстан Җөмһүрияте (cömhüriät é a forma turca da palavra árabe para "república" (جمهوریة, tr. jumhuuriya), mas não é oficial. A transliteração direta de seu nome russo é Respublika Tatarstan. Uma outra antiga versão do nome em russo é Tartária (russo:  Тата́рия, tr. Tatária), a qual foi a denominação oficial no tempo da República Socialista Soviética Autônoma do Tartaristão, no período soviético.

## História

### Idade Média

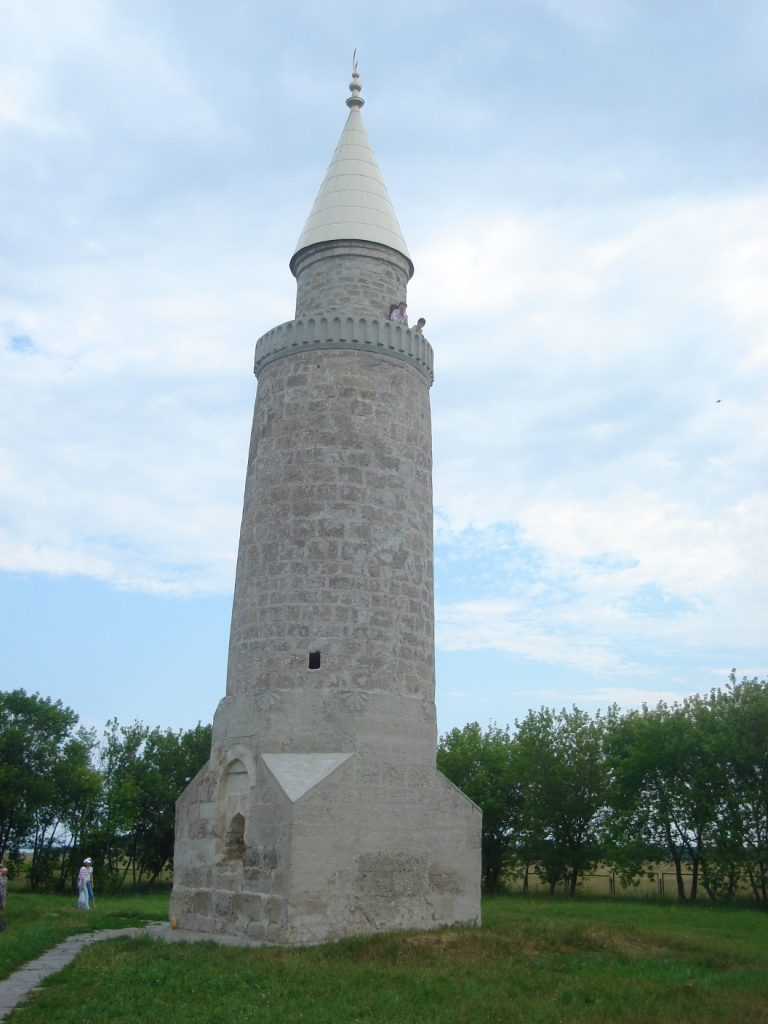
O Pequeno Minarete de Bolgar data da Idade Média

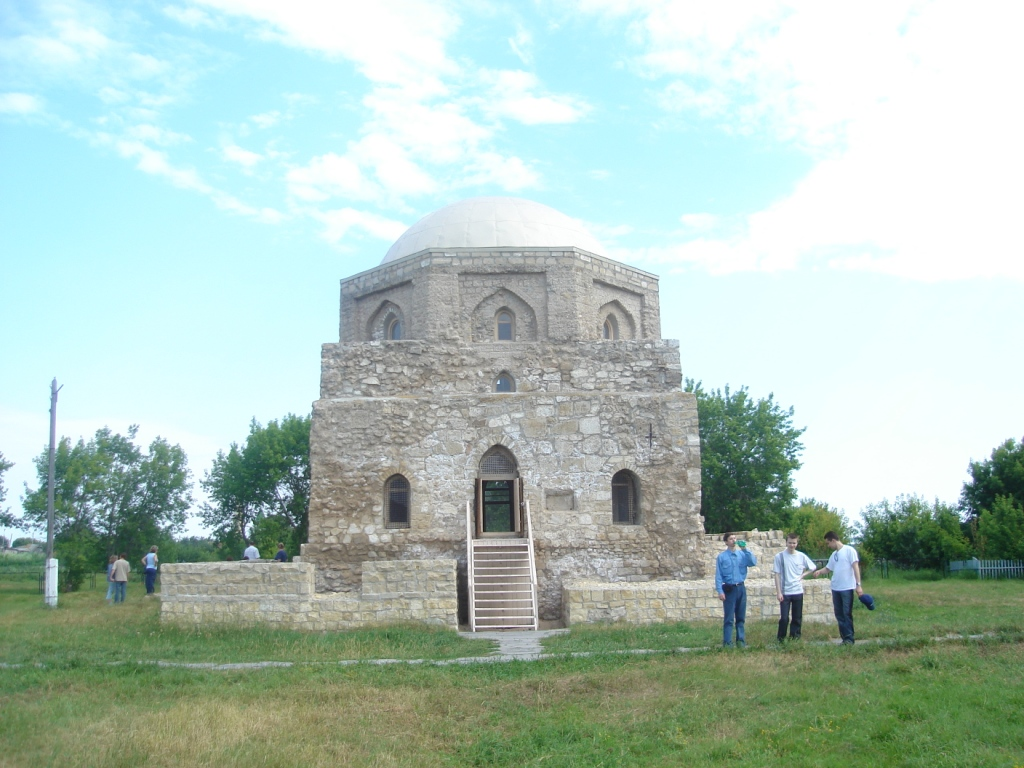
A Câmara Negra é outra construção notável em Bolgar

O mais antigo estado organizado que se tem notícia na área do atual Tartaristão foi a Bulgária do Volga, entre os anos 700 e 1238. Os búlgaros do Volga tinham um estado mercantilista avançado, com conexões comerciais com a Eurásia, o Oriente Médio e o Báltico. Mantiveram sua independência por um longo tempo, apesar das pressões dos cazares, dos russos de Quieve e dos quipchacos. O islamismo foi introduzido por missionários de Bagdá na época da viagem de Amade ibne Fadalane, em 922.
A Bulgária do Volga só foi rendida na década de 1230, frente à invasão do exército do príncipe mongol Batu Khan. Seus habitantes, miscigenados com os guerreiros e migrantes turco-mongóis do Canato da Horda Dourada ficaram conhecidos como os Tártaros do Volga. Há uma outra teoria que postula que não houve mudanças étnicas neste período, mas que simplesmente os Búlgaros do Volga passaram a falar a língua tártara, de raiz quipchaca, trazida pelos invasores turco-mongóis. Na década de 1430, a região se tornou novamente independente, na forma do Canato de Cazã, com capital estabelecida na cidade de Cazã, a 170 km de distância da antiga e arruinada capital dos búlgaros.
O Tartaristão foi conquistado pelas tropas do czar Ivã IV da Rússia, na década de 1550. A cidade de Cazã foi tomada em 1552. Alguns tártaros foram convertidos ao cristianismo à força e catedrais foram construídas em Cazã; em 1593 todas as mesquitas da região já haviam sido destruídas. O governo russo proibiu a construção de mesquitas novas, proibição esta que só foi superada no século XVIII por Catarina II da Rússia. A primeira mesquita a ser reconstruída sob os auspícios de Catarina II foi em 1766–1770.

### Era moderna
No século XIX, o Tartaristão tornou-se centro do jadidismo, seita islâmica que prega a tolerância com outras religiões. Sob a influência de teólogos jadidistas, os tártaros se tornaram conhecidos pela convivência amigável com outros povos do Império Russo. Contudo, depois da Revolução de Outubro, as religiões foram legalmente desestimuladas e todas as teologias foram reprimidas.
Durante a Guerra Civil Russa de 1918–1920, nacionalistas tártaros tentaram estabelecer uma república independente (o Estado do Idel-Ural). Eles foram, contudo, depostos pelos bolcheviques e a República Socialista Soviética Autônoma do Tartaristão foi estabelecida em 27 de maio de 1920. As fronteiras da república não incluíam a maioria das áreas ocupadas pelos tártaros do Volga.

### O Tartaristão hoje
Em 30 de agosto de 1990, o Tartaristão declarou sua soberania por meio da Declaração da Soberania de Estado da República Socialista Soviética Tártara e, em 1992, o Tartaristão realizou um referendo sobre a nova constituição, aprovada por 62% dos votantes. Os artigos 1 e 3 da Constituição, introduzidos em 2002, definem o Tartaristão como parte da Federação da Rússia.
Em 15 de fevereiro de 1994, foram assinados o Tratado sobre a Delimitação de Assuntos Jurisdicionais e Delegação Mútua de Autoridade entre os Órgãos Estatais da Federação Russa e os Órgãos Estatais da República do Tartaristão e o Acordo entre o Governo da Federação da Rússia e o Governo da República do Tartaristão Sobre a Delimitação de Autoridade na Esfera das Relações Econômicas Estrangeiras.

## Geografia

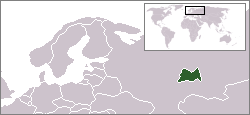
Mapa da região com a República do Tartaristão em destaque

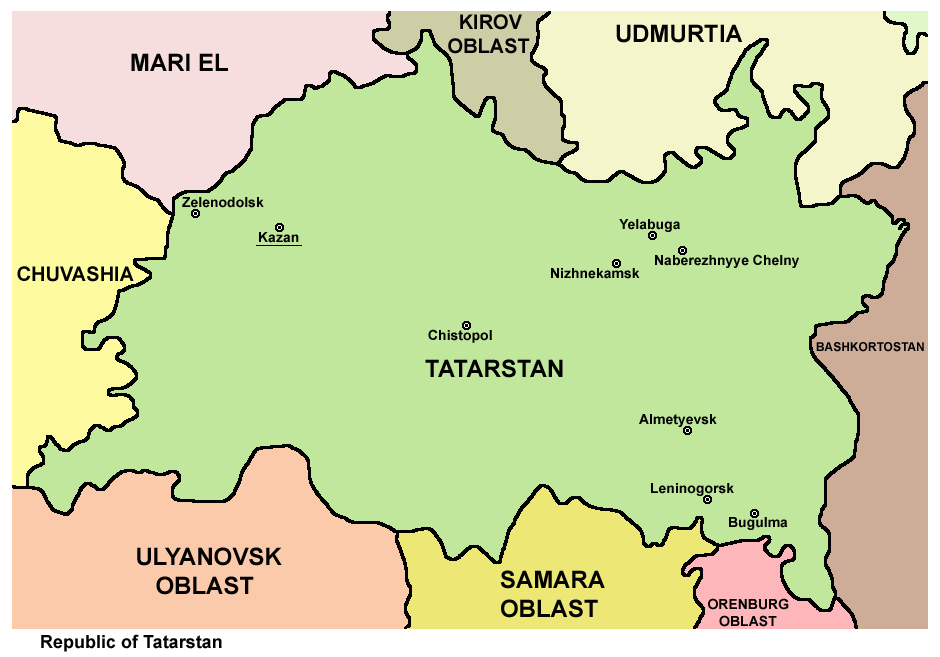
Mapa do Tartaristão

A república está no centro da planície Russa, a aproximadamente 800 km a leste de Moscou. Está localizada entre o rio Volga e o rio Kama (um tributário do próprio Volga), e se estende a leste até os montes Urais.
- Fronteiras:
  - internas: Oblast de Kirov (N), República da Udmúrtia (N/NE), República do Bascortostão (E/SE), Oblast de Oremburgo (SE), Oblast de Samara (S), Oblast de Ulianovsk (S/SW), República da Chuváchia (W), República de Mari El (W/NW).
- Ponto mais alto: 343 m
- Distância máxima Norte/Sul: 290 km
- Distância máxima Leste/Oeste: 460 km

### Fuso horário

Fusos horários da Rússia — Hora de Moscou

O Tartaristão está localizado no fuso horário de Moscou (MSK/MSD). Seu padrão UTC é +0300 (MSK)/+0400 (MSD).

### Hidrografia
Principais rios (nomes tártaros em parênteses):
- Rio Belaya (Ağidel)
- Rio Ik (Iq)
- Rio Kama (Çulman)
- Rio Volga (İdel)
- Rio Viatka (Noqrat)

### Lagos
Principais lagos (nomes tártaros em parênteses):
- Represa Kuibyshev (Kuybışev)
- Represa do Baixo Kama (Tübän Kama)

O maior lago é o Qaban. A maior área alagadiça é o Kuliagash.

### Montanhas
- Planalto Bugulma-Belebei
- Planalto do Volga
- Viatskie Uvaly

### Recursos naturais

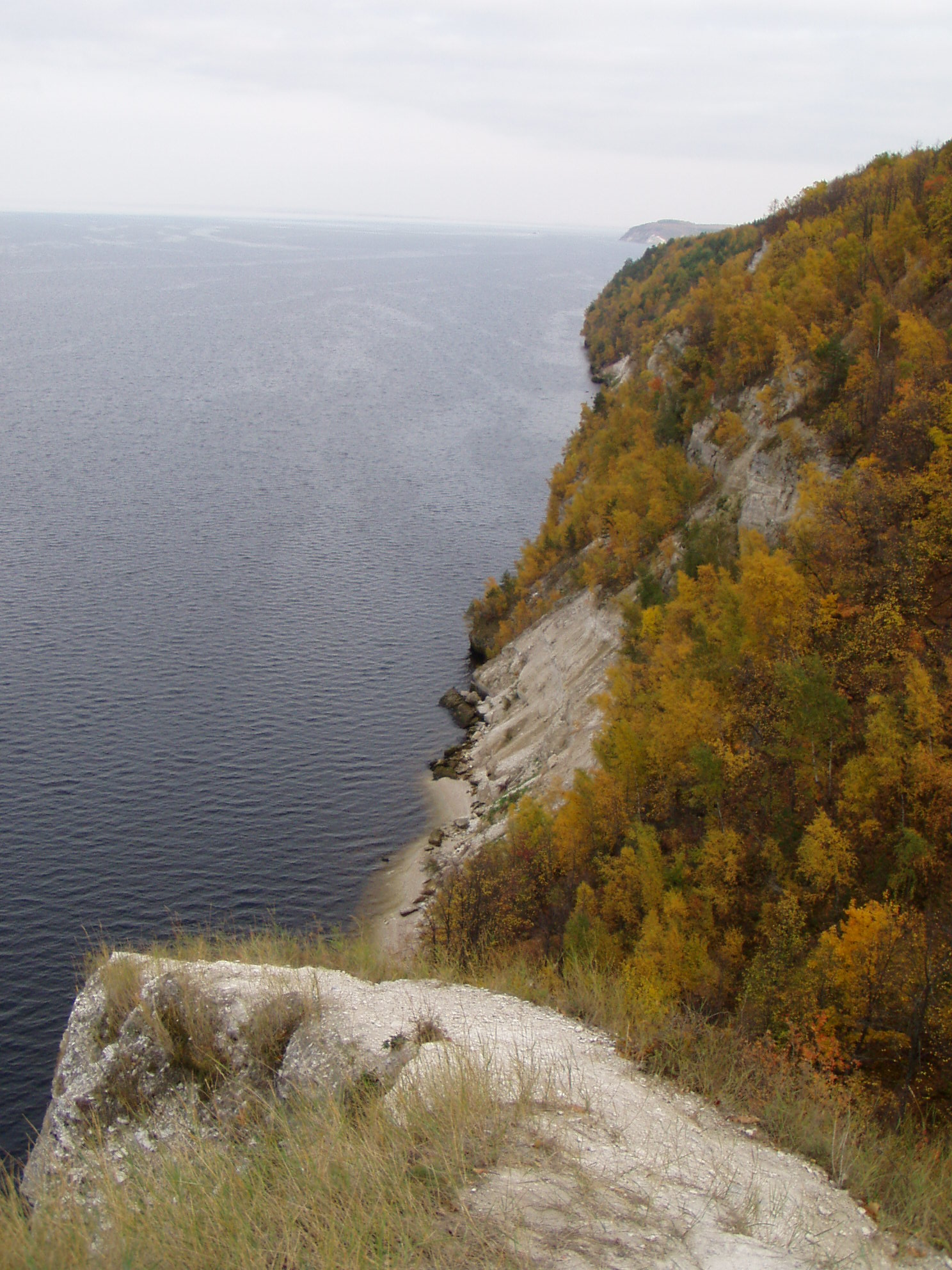
Vista da confluência dos rios Volga e Kama

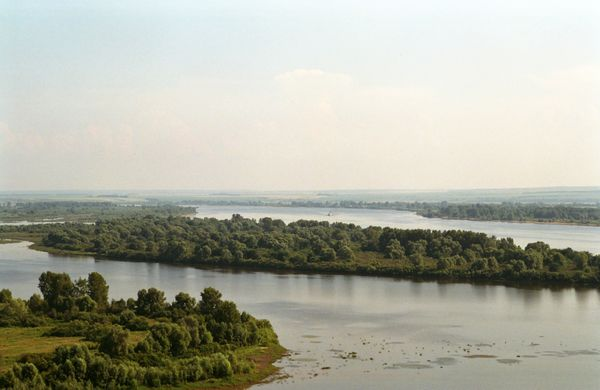
Vista do rio Taima desde a Torre do Capeta, em Elabuga.

Dentre os principais recursos naturais do Tartaristão estão o petróleo, o gás natural e a gipsita. Estima-se que a república tenha mais de um bilhão de toneladas em depósitos de petróleo.

### Clima
- Temperatura média em janeiro: −16 °C
- Temperatura média em julho: 19 °C
- Precipitação média anual: acima de 500 mm

## Divisões administrativas
O Tartaristão se subdivide internamente em 43 distritos administrativos, 22 cidades, 18 assentamentos urbanos e 3 075 localidades rurais.

## Principais cidades
As principais cidades do Tartaristão são Cazã, com 1 110 000 habitantes, Naberezhnyye Tchelny (anteriormente denominada Brejnev, no período soviético), com 507 000 habitantes, Nijnekamsk, com 227 000 habitantes, e Almetievsk, com Predefinição:Fmgn. Outras cidades importantes são Bugulma, Buinsk, Tchistopol, Kukmor, Leninogorsk e Zelenodolsk.

## Demografia
- População: 3 779 265 (2002)
  - Urbana: 2 790 661 (73,8%)
  - Rural: 988 604 (26,2%)
  - Homens: 1 749 050 (46,3%)
  - Mulheres: 2 030 215 (53,7%)
- Mulheres para grupo de 1000 homens: 1 161
- Idade média: 36,5 anos
  - Urbana: 35,7 anos
  - Rural: 38,7 anos
  - Homens: 33,8 anos
  - Mulheres: 38,8 anos
- Número de residências: 1 305 360 (com 3 747 267 pessoas)
  - Urbanas: 970 540 (com 2 762 818 pessoas)
  - Rurais: 334 820 (com 984 449 pessoas)
- Estatísticas Vitais (2005)
  - Nascimentos: 36 967 (Taxa de natalidade: 9,8)
  - Mortes: 51 841 (Taxa de mortalidade: 13,8)

## Grupos étnicos
Etnicamente, há no Tartaristão cerca de dois milhões de tártaros e pouco mais de um milhão de russos, com um significativo número de pessoas da República da Chuváchia, da República de Mari El e da República da Udmúrtia, muitos dos quais são falantes de línguas tártaras. As minorias ucraniana, mordóvia e basquir são também significativas. A maioria dos tártaros é muçulmana sunita, mas uma pequena minoria, conhecida como os tártaros keräşens, são cristãos ortodoxos, os quais se veem como sendo diferentes dos demais tártaros, embora o dialeto keräşen diferencie-se muito pouco dos demais dialetos tártaros. Há um considerável grau de especulação sobre as origens primordiais dos diferentes grupos de tártaros, mas a maioria dos tártaros não entende mais a identidade religiosa como sendo tão importante como no passado, principalmente pela intensificação das relações entre os diferentes grupos religiosos e linguísticos. Todavia, apesar de muitas décadas de assimilação e misturas, alguns keräşen demandaram, e foram atendidos, a opção de serem recenseados em 2002 como um grupo distinto. Isso provocou muitas controvérsias, principalmente entre aqueles intelectuais que apregoavam que os tártaros formavam um grupo homogêneo e indivisível. Embora listados em separado abaixo, os keräşen são ainda incluídos na soma total dos tártaros. Outro grupo étnico singular, que vive exclusivamente no Tartaristão, é o mordvino qaratay.
De acordo com o censo de 2002, a composição nacional era a seguinte:
- Tártaros — 52,92%;
- Russos — 39,49%;
- Chuvaches — 3,35%;
- Udmurtes — 0,64%;
- Ucranianos — 0,64%;
- Mordovianos — 0,63%;
- Maris — 0,50%;
- Tártaros keräşen — 0,50%;
- Basquires — 0,39%;
- Azeris — 0,26%;
- Bielorrussos — 0,16%;
- Armênios — 0,16%;
- Usbeques — 0,13%;
- Tajiques — 0,10%;
- Judeus — 0,09%;
- Alemães — 0,08%;
- Cazaques — 0,05%;
- Georgianos — 0,05%;
- Moldávios — 0,03%;
- Ciganos (Romani) — 0,02%;
- Lezguianos — 0,02%
- vários outros grupos com menos de 800 pessoas cada um

Nota: Adicionalmente, 0,02% dos residentes declinaram de informar sua nacionalidade ou identidade cultural no questionário do Censo.
Os dados históricos estão demonstrados a seguir:
|           | censo de 1926     | censo de 1939     | censo de 1959     | censo de 1970     | censo de 1979     | censo de 1989     | censo de 2002     |
| --------- | ----------------- | ----------------- | ----------------- | ----------------- | ----------------- | ----------------- | ----------------- |
| Tártaros  | 1 263 383 (48,7%) | 1 421 514 (48,8%) | 1 345 195 (47,2%) | 1 536 430 (49,1%) | 1 641 603 (47,6%) | 1 765 404 (48,5%) | 2 000 116 (52,9%) |
| Russos    | 1 118 834 (43,1%) | 1 250 667 (42,9%) | 1 252 413 (43,9%) | 1 382 738 (42,4%) | 1 516 023 (44,0%) | 1 575 361 (43,3%) | 1 492 602 (39,5%) |
| Chuvaches | 127 330 (4,9%)    | 138 935 (4,8%)    | 143 552 (5,0%)    | 153 496 (4,9%)    | 147 088 (4,3%)    | 134 221 (3,7%)    | 126 532 (3,3%)    |
| Outros    | 84 485 (3,3%)     | 104 161 (3,6%)    | 109 257 (3,8%)    | 112 574 (3,6%)    | 140 698 (4,1%)    | 166 756 (4,6%)    | 160 015 (4,2%)    |

As línguas oficiais da República do Tartaristão são o tártaro e o russo. De acordo com a Lei Federal Russa de 2002 (Sobre Línguas dos Povos da Federação Russa), o alfabeto oficial é o cirílico. O Governo do Tartaristão, assim como grupos de apoio aos direitos humanos e alguns intelectuais russos são enfaticamente contrários a esta lei.

## Politica
O Chefe de Governo no Tartaristão é o Presidente. O actual presidente é Rustam Minnehanov. O Poder Legislativo do Tartaristão, o Conselho de Estado, é unicameral, com 100 membros: 50 são representantes de partidos políticos e 50 são representantes das localidades da república. O líder do Conselho de Estado é Farit Mukhametshin, desde 27 de maio de 1998.
De acordo com a Constituição do Tartaristão, o Presidente só pode ser eleito pelo povo tártaro, mas devido à Lei Federal Russa, esta lei da república foi suspensa por tempo indeterminado. A lei russa sobre eleições de governantes determina que estes devem ser eleitos pelos parlamentos locais e que os candidatos podem ser apontados apenas pelo presidente.
Em 25 de março de 2005, Mintimer Shaimiev foi reeleito para seu quarto mandato no Conselho de Estado. Esta eleição foi realizada após mudanças na lei eleitoral e não contradiz as constituições do Tartaristão ou da Federação da Rússia.

## O estatuto político singular do Tartaristão
A República do Tartaristão é uma república constituinte da Federação da Rússia. A maioria das unidades da Federação são ligadas ao governo federal russo de maneira uniforme, através do tratado federal, mas as relações entre o governo da República do Tartaristão e o governo federal são muito mais complexas, e são detalhadamente definidas na Constituição da República do Tartaristão. O seguinte trecho da constituição define o estatuto da república dentro da Federação da Rússia:
A República do Tartaristão é um Estado Constitucional Democrático associado à Federação da Rússia pela Constituição da Federação da Rússia, pela Constituição da República do Tartaristão e pelo Tratado entre a Federação da Rússia e a República do Tartaristão Sobre a Delimitação de Assuntos Jurisdicionais e Delegação Mútua de Autoridade entre os Órgãos Estatais da Federação da Rússia e os Órgãos Estatais da República do Tartaristão, e é uma unidade da Federação da Rússia. A soberania da República do Tartaristão consiste no pleno exercício da autoridade de Estado (legislativo, executivo e judiciário) acima das competências da Federação da Rússia e dos poderes da Federação da Rússia na esfera de competências compartilhadas da Federação da Rússia e da República do Tartaristão e configurará um estatuto inalienável da República do Tartaristão.

## Economia

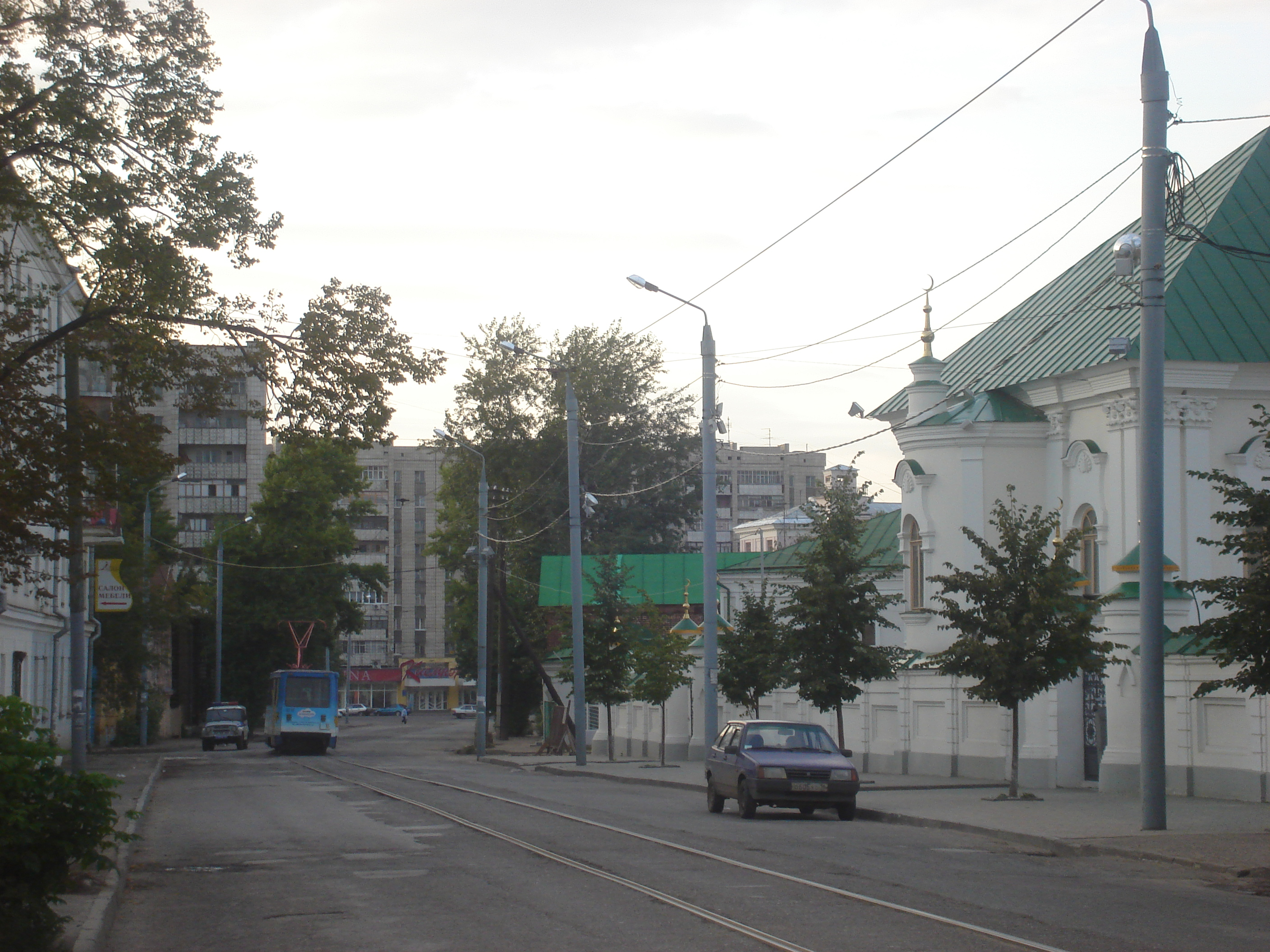
O Espírito de Cazã

O Tartaristão é uma das mais desenvolvidas unidades da Federação da Rússia. A república é altamente industrializada, ficando em segundo lugar, atrás apenas do oblast de Samara, em termos de produção industrial por quilómetro quadrado. O produto interno bruto (PIB) per capita do Tartaristão foi de 12 325 dólares em 2004, tendo o PIB atingido cerca de 930 bilhões de rublos (930 mil milhões de rublos, usando a escala longa) em 2008.

### Agricultura
A agricultura emprega 11,6% da força de trabalho da república e posiciona o Tartaristão com a terceira maior renda agrícola de toda a Federação da Rússia. As principais atividades agrícolas são a produção de grãos, a pecuária, a horticultura e a apicultura.

### Indústria
A maior fonte de riqueza da região é o petróleo. O Tartaristão produz 32 milhões de toneladas de petróleo cru por ano e tem reserves estimadas em mais de um bilhão de toneladas (mil milhões de toneladas, usando a escala longa). A produção industrial constitui 45% do PIB da República. As indústria mais desenvolvidas são a petroquímica e a construção de máquinas. A fabricante de veículos pesados KamAZ é a maior empresa da república, empregando cerca de um quinto da força de trabalho do Tartaristão. A Kazanorgsintez, baseada em Cazã, é uma das maiores indústrias químicas de toda a Federação da Rússia. A indústria aeronáutica do Tartaristão produz os aviões de passageiros Tu-214 e helicópteros. A Kazan Helicopter Plant é uma das maiores fabricantes de helicópteros em todo o mundo. Engenharia, têxteis, vestuário, madeira e alimentos são também indústrias importantes no Tartaristão.
No Tartaristão há três diferentes áreas industriais, com características muito distintas. O Noroeste é uma antiga área industrial, com o predomínio da engenharia, da química e da indústria leve. Na nova área industrial do Nordeste, centrada em Naberejnye Tchelny–Nijnekamsk, as principais indústrias são a automobilística, a química e a engenharia energética. O Sudeste caracteriza-se pela produção de petróleo e pela engenharia em desenvolvimento. O Norte, o Centro, o Sul e o Sudeste da República são áreas majoritariamente rurais.

### Transportes
A república tem uma rede de transportes altamente desenvolvida. Compreende, principalmente, autoestradas, ferrovias, quatro rios navegáveis — Volga (İdel), Kama (Çulman), Viatka (Noqrat) e Belaia (Ağidel), oleodutos e linhas aéreas. O território do Tartaristão é cortado pelos principais gasodutos que transportam gás natural de Urengoi e Iamburg para o Oeste e também pelos principais oleodutos que abastecem de petróleo várias cidades da Rússia europeia.

## Cultura
As principais bibliotecas são a Biblioteca Científica da Universidade Estatal de Cazã e a Biblioteca Nacional da República do Tartaristão. Há dois museus de importância nacional, além de noventa museus de importância local.
Há doze instituições teatrais no Tartaristão. A orquestra mais importante é a Orquestra Nacional do Tartaristão.

## Educação
As mais importantes instituições de ensino superior são a Universidade Estatal de Cazã, a Universidade Estatal de Medicina de Cazã, a Universidade Tecnológica Estatal de Cazã, a Universidade Técnica Estatal de Cazã, o Instituto de Finanças e Economia de Cazã e a Universidade Muçulmana Russa, todas localizadas em Cazã.

## Religião
A religião predominante no Tartaristão é o islamismo, incluindo preponderantemente sunitas mas também xiitas e sufistas, seguido da Igreja Ortodoxa Russa.